# توم بالارد
توم بالارد (بالإنجليزية: Tom Ballard)‏ هو متسلق جبال بريطاني، ولد في 16 أكتوبر 1988 في بلبر ‏ في المملكة المتحدة، وتوفي في 25 فبراير 2019 في نانكا بربت في باكستان.